# Pompeo Leoni

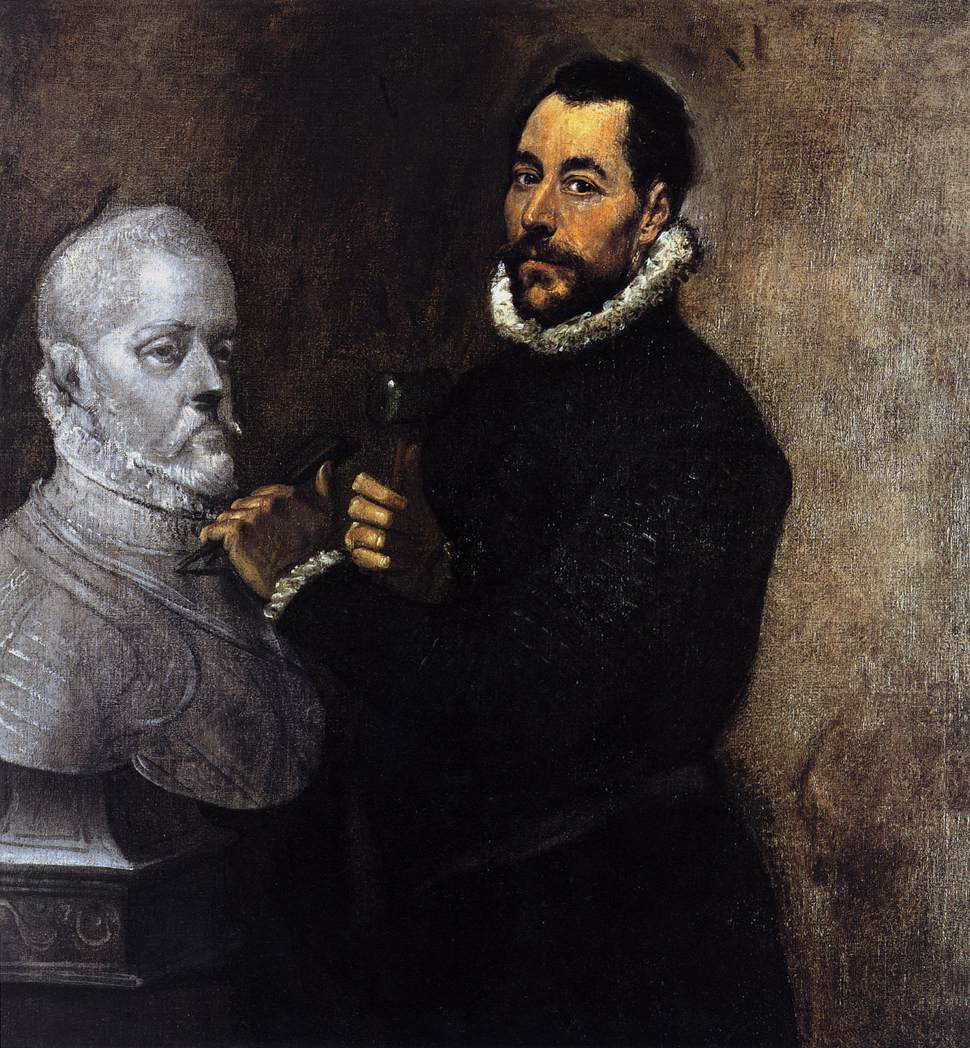
Vermoedelijk portret van Pompeo Leoni, toegeschreven aan El Greco (ca. 1576-1578)

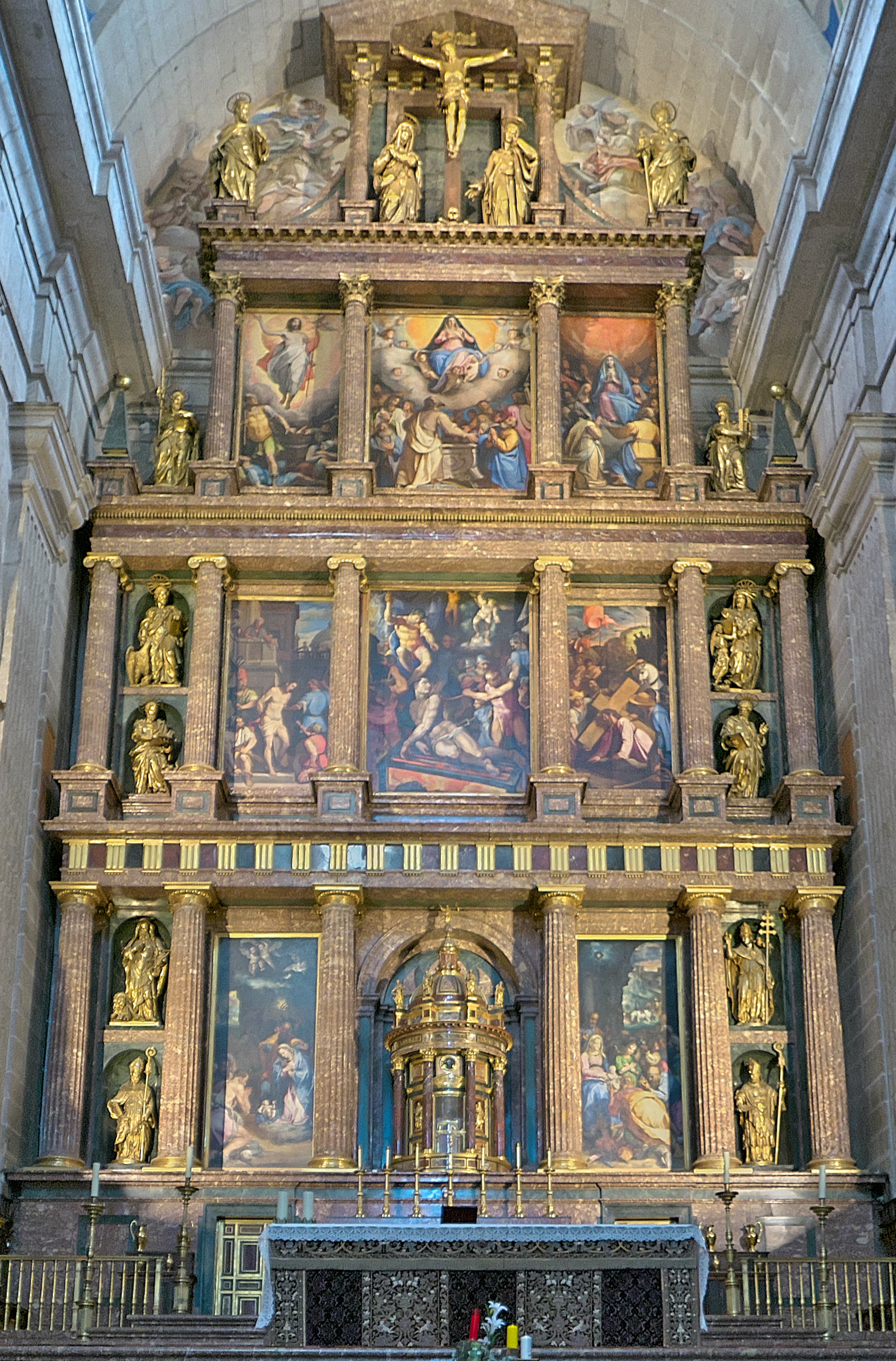
Hoofdaltaar met vergulde beelden in de koninklijke basiliek van het Escorial

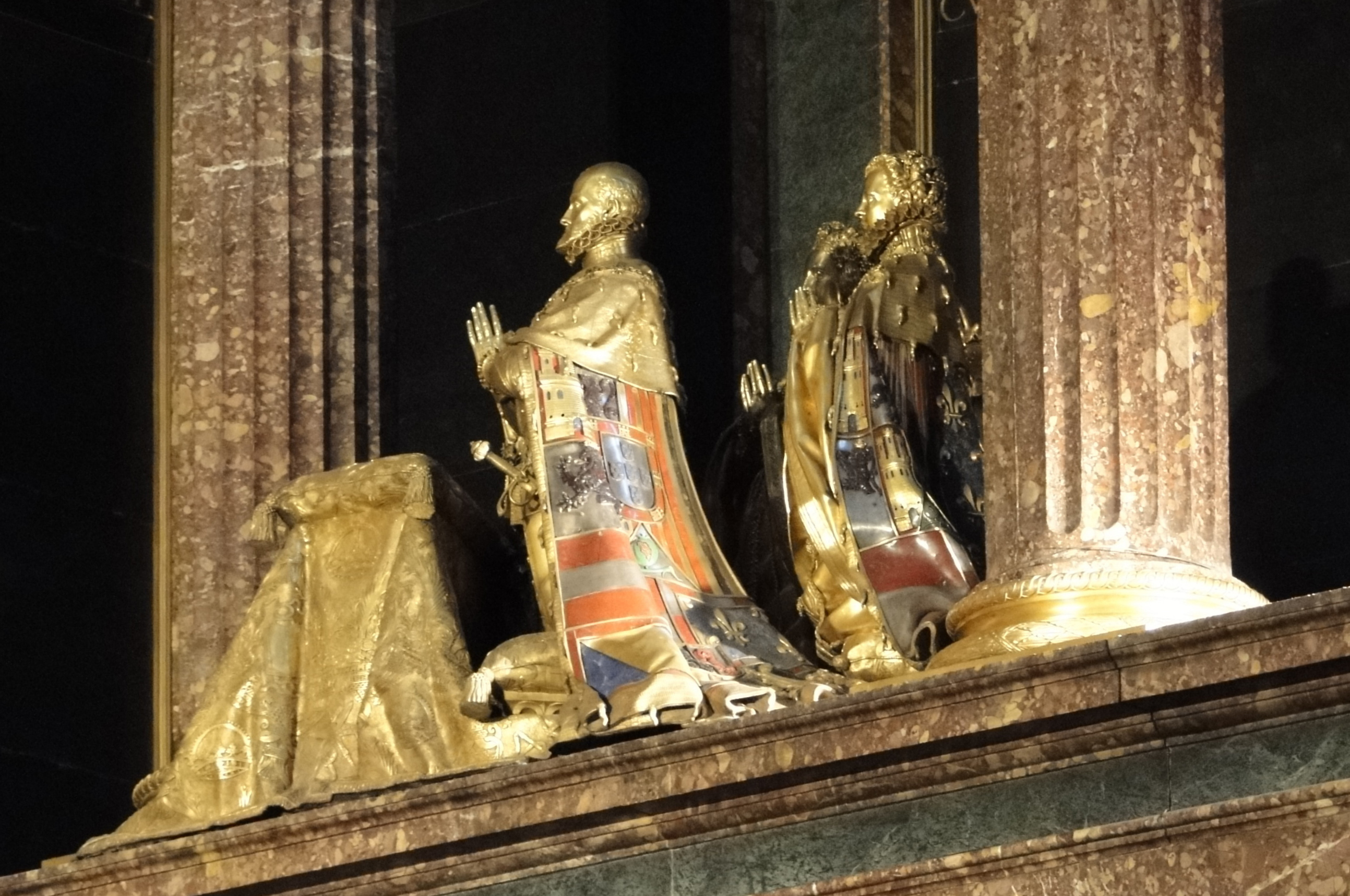
Vergulde standbeelden van Filips II van Spanje en Elisabeth van Valois in het Escorial

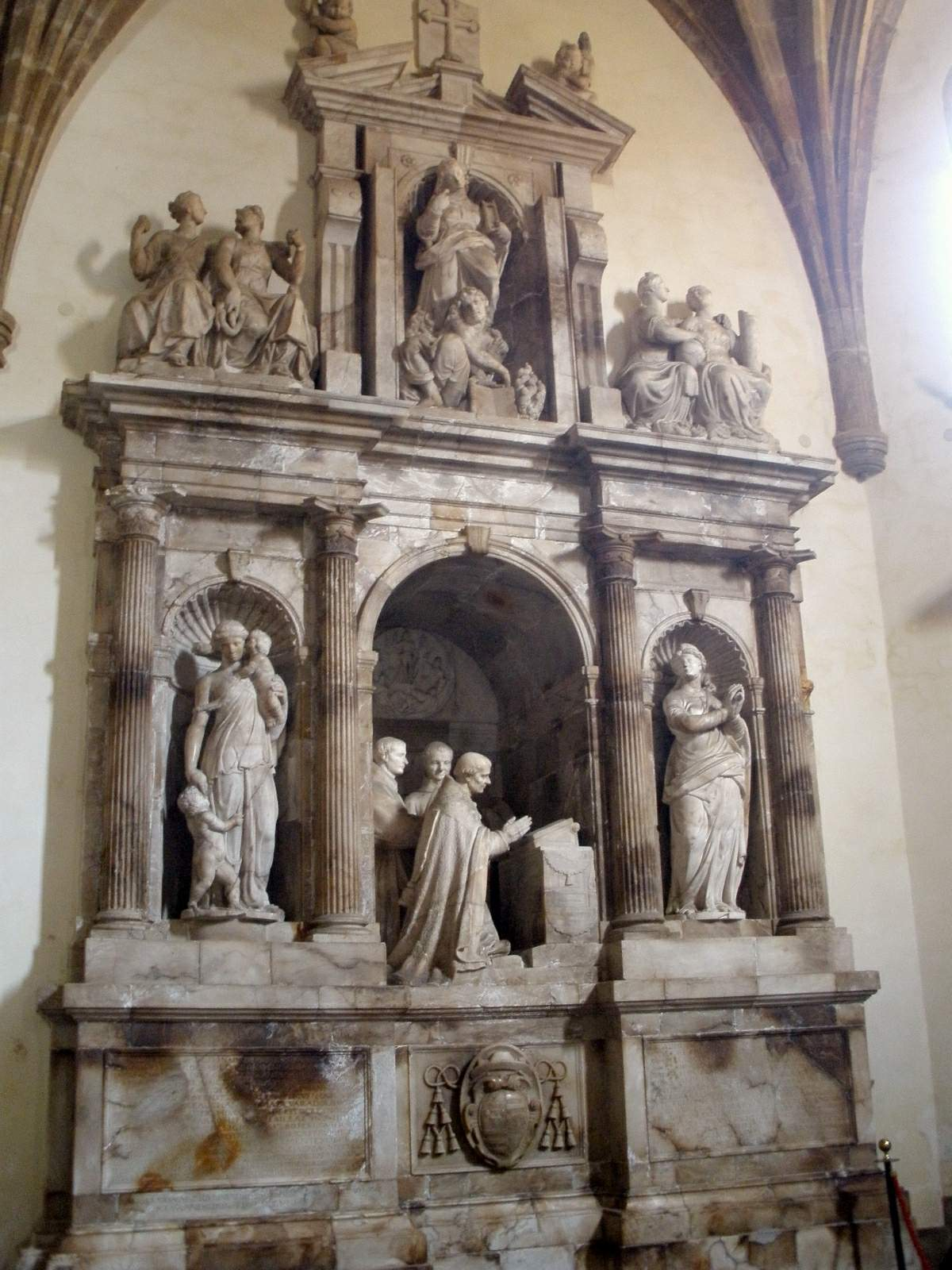
Praalgraf van Fernando de Valdés y Salas in de Colegiata de Santa María la Mayor in Salas. Dit was de inquisiteur-generaal die Pompeo Leoni in 1558 had vervolgd en wiens graf hij dus maakte.

Pompeo Leoni (ca. 1530 – Madrid, 9 oktober 1608) was een Italiaans beeldhouwer, medailleur en kunstverzamelaar. Hij was vooral werkzaam in Spanje, waar hij de Italiaanse stijl verspreidde.

## Leven
Pompeo was het eerste kind van Leone Leoni en Diamanta de Martinis. Hij leerde sculpteren van zijn vader, die op zeker ogenblik een galeistraf opliep, doch zich herstelde en opdrachten binnenrijfde van keizer Karel V. In 1549 vergezelde hij zijn vader naar het hof in Brussel en verbleef hij op het Koudenbergpaleis. Terug in Milaan zal hij zijn vader hebben geholpen met de reeks Habsburgerportretten die ze moesten maken. In 1552 reisde hij alleen naar Innsbrück om enkele kleinere werken te presenteren aan de keizer en Granvelle. In 1555 stuurde zijn vader hem via Duitsland opnieuw naar Brussel om de finale zending te begeleiden, waaronder de exquise groep Karel V en de Razernij. Vader Leoni wenste niet in te gaan op de vraag om met Karel naar Spanje te verhuizen teneinde de afwerking te verzorgen, maar hij ging akkoord om Pompeo te sturen. Zodoende scheepte die mee in op de keizerlijke vloot die Karel en zijn zusters in september 1556 naar Spanje bracht. Hij vestigde zich in Madrid, vanwaaruit hij nauw bleef samenwerken met zijn vader in Milaan. 
Pompeo Leoni zou het grootste deel van zijn leven in Spanje blijven en verspreidde er de Italiaanse stijl. De regentes Johanna van Habsburg kende hem in 1557 een maandloon van dertig ducados toe. Het volgende jaar werd hij door de Spaanse Inquisitie veroordeeld wegens lutheranisme, maar zijn straf bleef beperkt tot een autodafe en een jaar opsluiting in het klooster, naar alle waarschijnlijkheid dankzij de tussenkomst van Granvelle. Hij verkreeg in 1563 het burgerschap van Madrid en werd in 1570 hofbeeldhouwer van koning Filips II. Zijn eerste opdracht was het leveren van sculpturen voor de blijde intrede van koningin Anna.
Vervolgens werkte hij met zijn vader aan het Escorial. In 1579 ondertekende hij een contract om, samen met Jacopo da Trezzo en Juan Bautista Comane, vijftien grote vergulde beelden en dertien kleinere te leveren voor het hoofdaltaar. Omdat het bronsgieten in Spanje nog niet op punt stond, bezorgde hem dit veel kopzorgen, zeker toen zijn vader het contract afwees en weigerde mee te werken. Wel kon hij diens atelier gebruiken in het Casa degli Omenoni te Milaan. Hij verbleef er van 1582 tot 1589. De opdracht was zo omvangrijk dat hij op zeker ogenblik 56 medewerkers in dienst had, onder wie Adriaen de Vries (1586-1588). Pas in 1591 werden de beelden geïnstalleerd. Eveneens voor de koninklijke kapel van het Escorial maakte Leoni de tien vergulde standbeelden van de Habsburgers naast het hoofdaltaar.
In 1597 was Leoni betrokken in de moord op Francisco Alcañices van Toledo.

## Kunstverzamelaar en antiquariër
Als verzamelaar van kunst en oudheden bouwde Pompeo Leoni een van de aanzienlijkste collecties in Spanje op. Veel werken uit zijn vaders Casa degli Omenoni bracht hij over naar zijn huis in de Calle de las Tabernillas in Madrid. De inventarissen vermelden zo'n 135 schilderijen, waaronder werk van Parmigianino, Correggio, Titiaan, Tintoretto, Luini en El Greco, naast 147 tekeningen en het merendeel van de tekeningen en notities van Leonardo da Vinci. Die laatste verwierf hij naar alle waarschijnlijkheid tussen 1582 en 1590 van Orazio Melzi, de zoon van Francesco. Hij negeerde de nummering van Melzi en stelde zelf albums samen in verschillende volumes, wat de ordening niet ten goede kwam, zeker niet wanneer hij kleinere tekeningen uit grotere vellen knipte. Deze albums kwamen later bekend te staan als de Codex Atlanticus en de Codex Windsor, maar zijn in de 21e eeuw weer uit elkaar gehaald. 

## Werken
Onder het voornaamste werk van Pompeo Leoni zijn:
- Standbeeld van Filips II in Madrid (1568)
- Standbeeld van Isabella van Portugal in Madrid (1572)
- Priant van Johanna van Habsburg in het Monasterio de las Descalzas Reales (1574)
- Praalgraven van de familie Valdés in Salas (1576)
- Praalgraf van kardinaal Diego Espinosa y Arévalo in Martín Muñoz de las Posadas (1577)
- Retabel en koninklijke graven in het Escorial (vanaf 1580)
- Prianten van de hertogen van Lerma in Valladolid (1603)
- Retabel van San Diego in Valladolid (1606)

## Familie
In 1569 trouwde Pompeo Leoni in Milaan met de Spaanse Estefanía Pérez de Mora, met wie hij drie kinderen had:
- Giovanni Battista (geboren 1564)
- Alfonsina Diamante Vitoria (gedoopt 1571)
- Miguel Ángel (gedoopt ca. 1573)

Voorts had hij een buitenechtelijk kind bij de Spaanse Mariana de Sotomayor (genaamd Pedro Leoni de Soto) en twee bij de Milanese Ginesa Villa (een dochter Teodora en een zoon Pompeo). In 1592 wettigde hij ze op uitdrukkelijk verzoek van zijn vader.

## Voetnoten
1. ↑  Maurice Van Durme, "Antoon Perrenot van Granvelle en Leone Leoni" in: Revue belge de philologie et d'histoire, 1949, p. 673. DOI:10.3406/rbph.1949.1840
2. ↑  Eugène Plon, Leone Leoni, sculpteur de Charles Quint et Pompeo Leoni, sculpteur de Philippe II, 1887, p. 134-136
3. ↑  Margarita Estella, "Pompeo Leoni. A Sculptor in the Service of the Court of Philip II" in: Leone and Pompeo Leoni. Faith and Fame, 2013, p. 30
4. ↑  Rosemarie Mulcahy, "Adriaen de Vries in the Workshop of Pompeo Leoni" in: Adriaen de Vries, 1556-1626. Imperial Sculptor, ed. Frits Scholten, 1998, p. 47
5. ↑  Rosemarie Mulcahy, The Decoration of the Royal Basilica of El Escorial, 1994. ISBN 9780521413442
6. ↑  Kelley Helmstutler Di Dio, "The Chief and Perhaps Only Antiquarian in Spain: Pompeo Leoni's Collection in Madrid" in: Journal of the History of Collections, 2006, p. 139
7. ↑  Kelley Helmstutler Di Dio, "The Chief and Perhaps Only Antiquarian in Spain: Pompeo Leoni's Collection in Madrid" in: Journal of the History of Collections, 2006, p. 137-167
8. ↑  Margarita Estella, "Pompeo Leoni. A Sculptor in the Service of the Court of Philip II" in: Leone and Pompeo Leoni. Faith and Fame, 2013, p. 26-27

- Biblioteca Nacional de España: XX1077131
- Bibliothèque nationale de France: cb16713503j (data)
- Gemeinsame Normdatei: 119328887
- International Standard Name Identifier: 0000 0000 8155 3838
- Library of Congress Control Number: nr95035966
- Nationale Bibliotheek van Tsjechië: mzk2016915702
- Nationale Bibliotheek van Israël: 987007461893205171
- Nederlandse Thesaurus van Auteursnamen: 148431623
- RKD-Nederlands Instituut voor Kunstgeschiedenis: 129580
- Istituto Centrale per il Catalogo Unico: MILV145274
- Système universitaire de documentation: 121681823
- Trove: 1460630
- Union List of Artist Names: 500037449
- Virtual International Authority File: 283632968
- WorldCat: E39PBJbtrKRB6wmVVjxpCMCmh3